# Sperchon undulopusillus
Sperchon undulopusillus är en kvalsterart som beskrevs av Herbert Habeeb 1955. Sperchon undulopusillus ingår i släktet Sperchon och familjen Sperchonidae. Inga underarter finns listade i Catalogue of Life.